# 55 برودواي
55 برودواي هو مبنى مدرج من الدرجة الأولى يطل على سانت جيمز بارك في لندن. صممه المهندس المعماري تشارلز هولدن وتم بناؤه بين عامي 1927 و1929؛ في عام 1931 حصل على وسام المعهد الملكي للمعماريين البريطانيين للعمارة.

## معرض صور

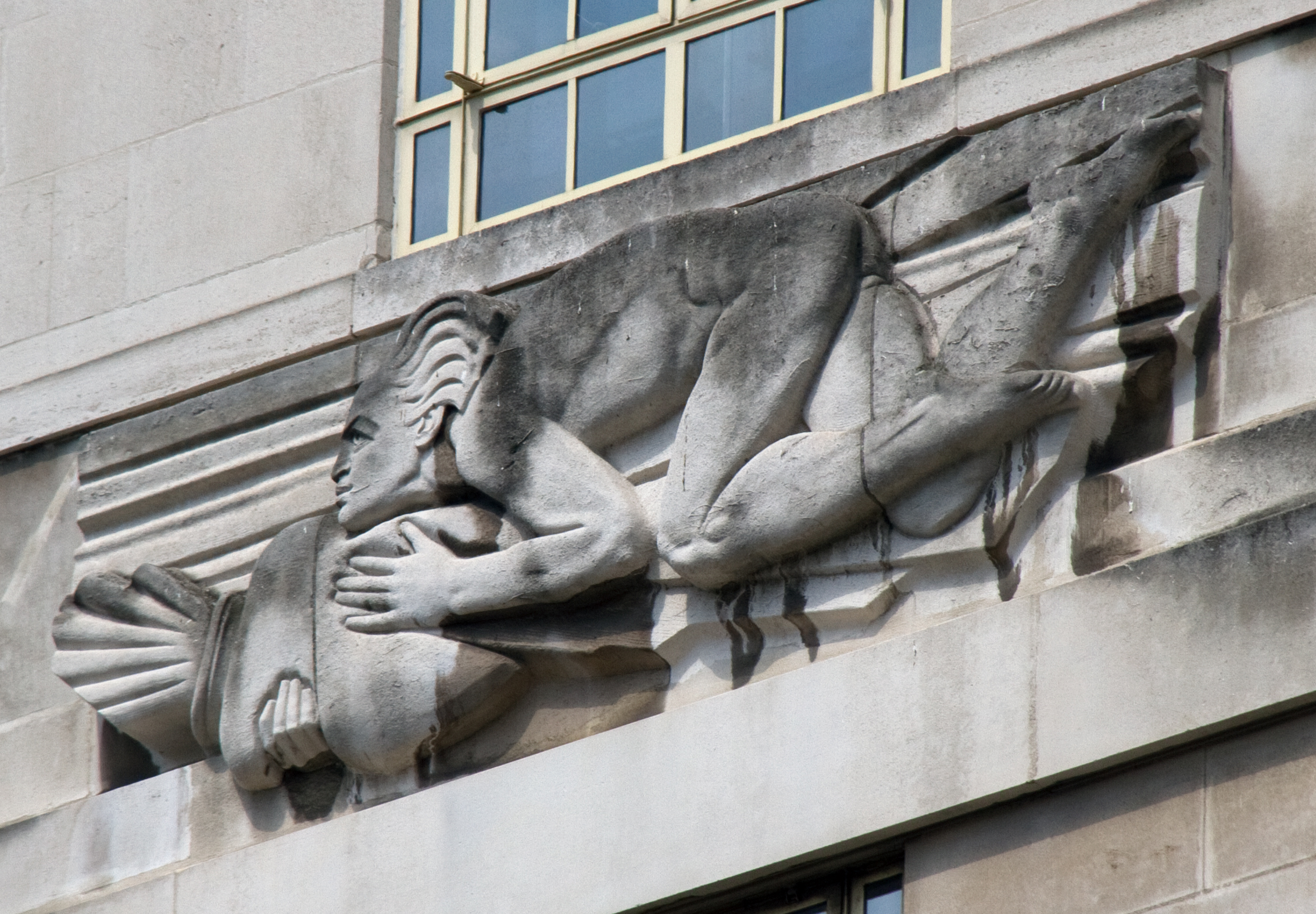
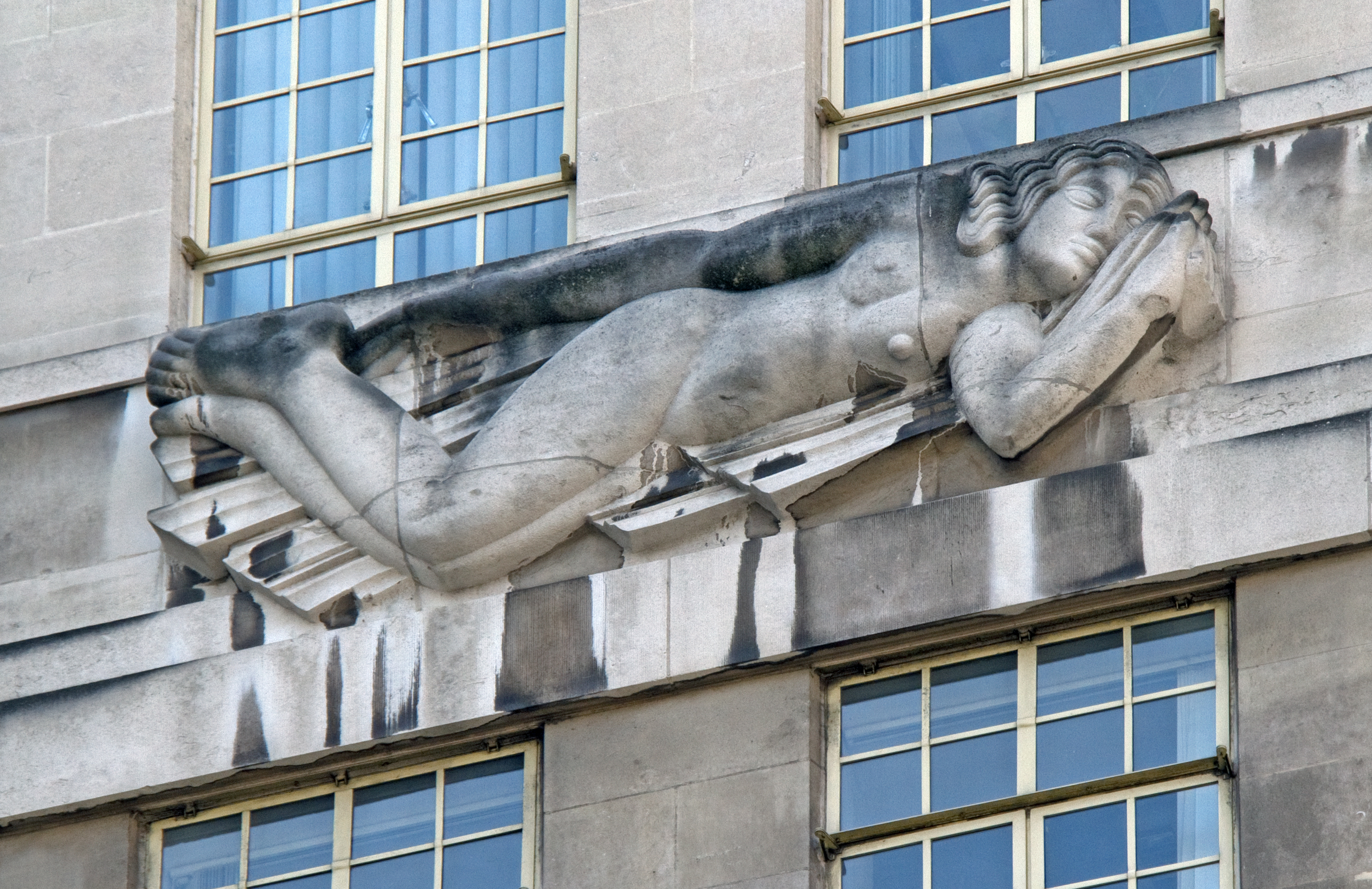
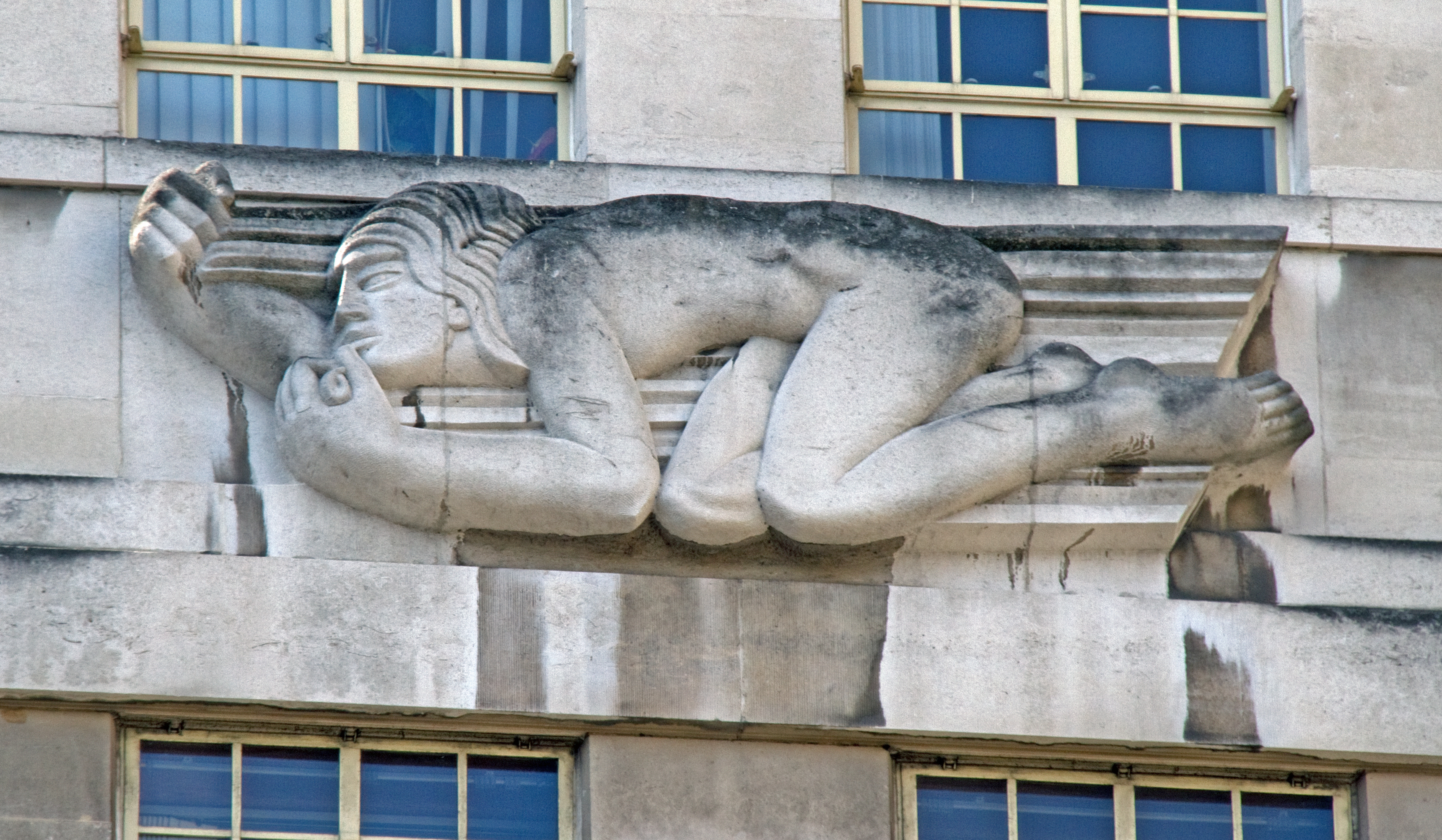
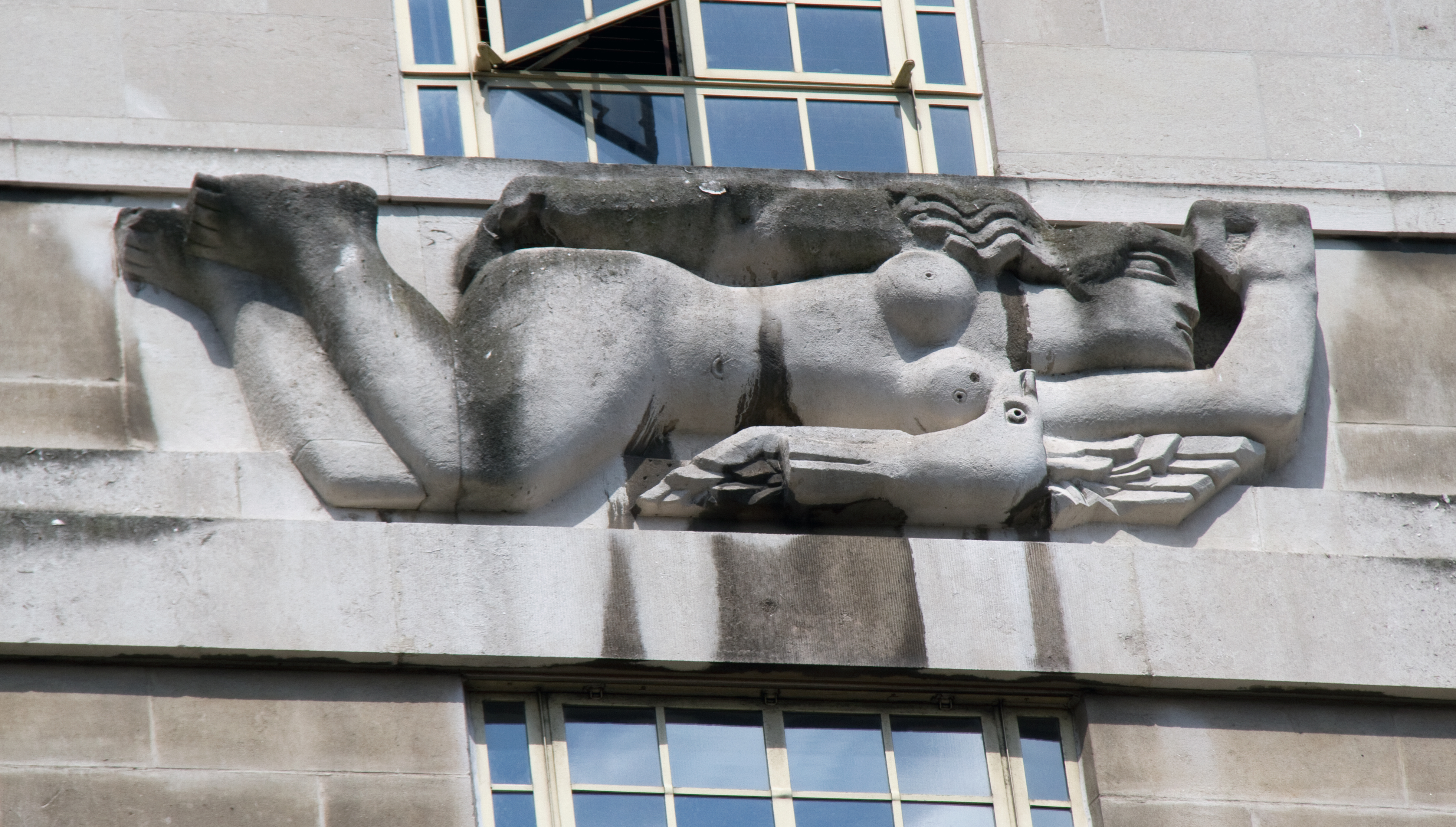